# Theodor Reuter (Architekt)
Theodor Reuter (* 9. März 1837 in Wien; † 1. Februar 1902 Baden (Niederösterreich)) war ein österreichischer Architekt und Baubeamter, nach dessen Entwürfe mehrere Kirchen gebaut wurden.

## Werdegang

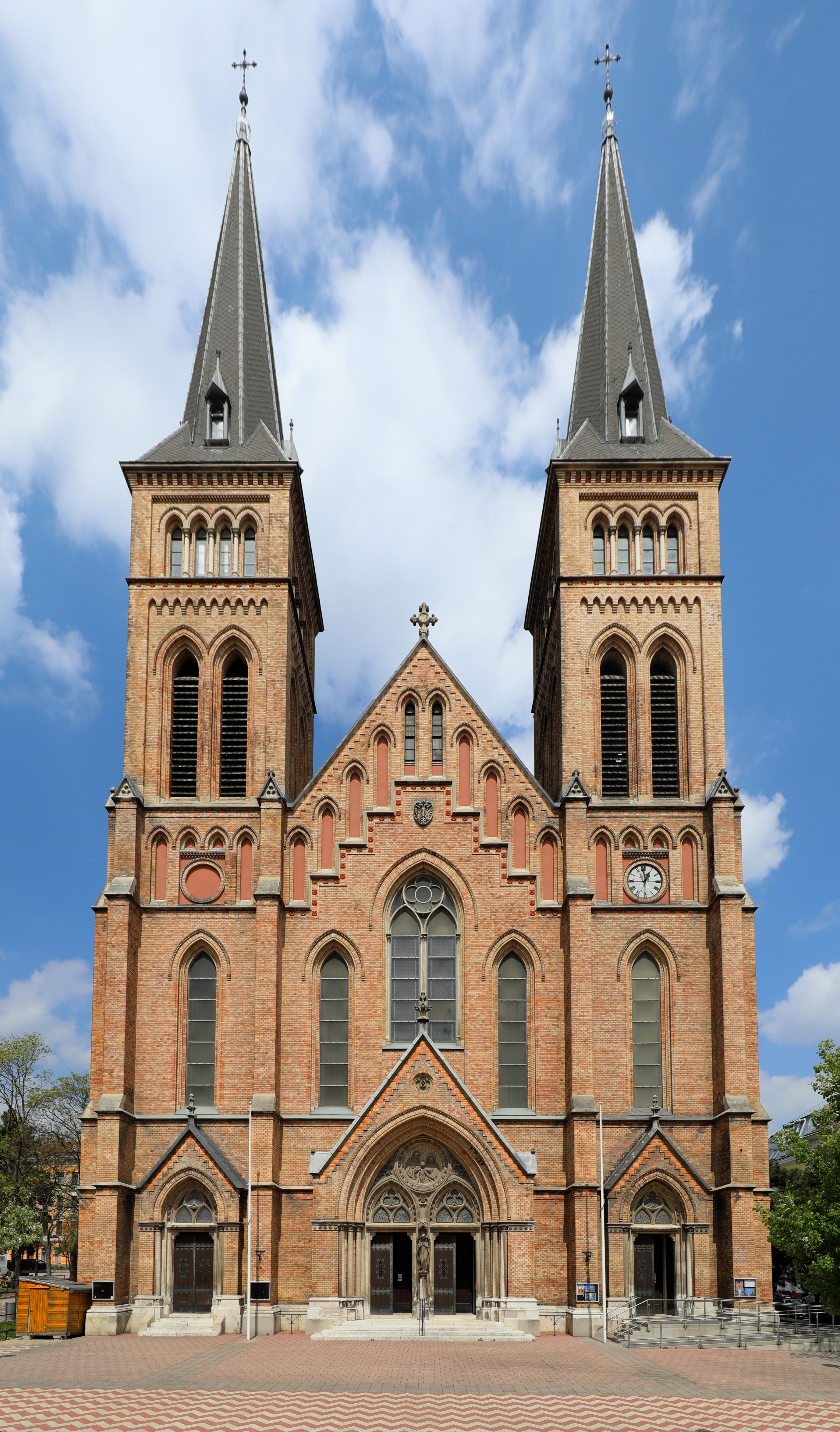
Neuottakringer Kirche (1894–1898); gemeinsam mit Alexander Wielemans von Monteforte

Theodor Reuter war ein Schüler von Friedrich von Schmidt und wurde 1894 als Baurat Mitglied der Wiener Baudeputation. Als Baudirektor der Österreichischen Gesellschaft für Kurorte leitete er die Arbeiten an den Kurgebäuden in Oberösterreich, Böhmen und Südtirol. In Zusammenarbeit mit Alexander Wielemans gestaltete Reuter große öffentliche Bauten wie das Grazer Rathaus oder die Neuottakringer Kirche Zur Heiligen Familie, eine der größten Kirchen Wiens.
Von 1869 bis 1872 war Reuter als Oberingenieur im Zentralbüro für Hochbau der Österreichischen Nordwestbahn der Bauleiter für die Errichtung des Nordwestbahnhofs, der von Wilhelm Bäumer aus Stuttgart geplant worden war.